# XI. Piusz pápa enciklikái
Ez a lista XI. Piusz pápa enciklikáit tartalmazza.
| No. | Címe                        | Címe                               | Tárgya                                 | Kiadása              | Szövege                                                                 |
| No. | Eredeti nyelven             | A cím magyar fordítása             | Tárgya                                 | Kiadása              | Szövege                                                                 |
| --- | --------------------------- | ---------------------------------- | -------------------------------------- | -------------------- | ----------------------------------------------------------------------- |
| 1.  | Ubi arcano Dei consilio     |                                    | Krisztus békéjéről Krisztus Országában | 1922. december 23.   | (magyarul) Archiválva 2016. március 5-i dátummal a Wayback Machine-ben  |
| 2.  | Rerum omnium perturbationem |                                    | Szalézi Szent Ferencről                | 1923. január 26.     |                                                                         |
| 3.  | Studiorum ducem             |                                    | Aquinói Szent Tamásról                 | 1923. június 29.     |                                                                         |
| 4.  | Ecclesiam Dei               | „Isten Egyháza”                    | Szent Jozafátról                       | 1923. november 12.   |                                                                         |
| 5.  | Maximam gravissimamque      |                                    | A francia egyházmegyei kapcsolatról    | 1924. január 18.     |                                                                         |
| 6.  | Quas primas                 | „Az első”                          | Krisztus Király ünnepének bevezetése   | 1925. december 11.   | (magyarul)                                                              |
| 7.  | Rerum Ecclesiae             |                                    | A katolikus missziók                   | 1926. február 8.     |                                                                         |
| 8.  | Rite expiatis               |                                    | Assisi Szent Ferencről                 | 1926. április 13.    |                                                                         |
| 9.  | Iniquis afflictisque        |                                    | Az egyházüldözésekről Mexikóban        | 1926. november 18.   |                                                                         |
| 10. | Mortalium animos            | „Az emberi szíveket”               | A vallási egységről                    | 1928. január 6.      | (magyarul)                                                              |
| 11. | Miserentissimus Redemptor   | „Végtelen irgalmasságú Megváltónk” | A Szent Szív engeszteléséről           | 1928. május 8.       | (magyarul)                                                              |
| 12. | Rerum orientalium           |                                    | A keleti tanulmányok előmozdításáról   | 1928. szeptember 8.  |                                                                         |
| 13. | Mens nostra                 |                                    | A lelkigyakorlatok előmozdításáról     | 1929. december 20.   | (magyarul) Archiválva 2016. március 5-i dátummal a Wayback Machine-ben  |
| 14. | Divini illius Magistri      |                                    | A keresztény nevelésről                | 1929. december 21.   | (magyarul)                                                              |
| 15. | Quinquagesimo ante          |                                    | Papi szolgálatának 50. jubileumáról    | 1929. december 23.   |                                                                         |
| 16. | Rappresentanti in terra     |                                    | A keresztény nevelésről                | 1929. augusztus 31.  |                                                                         |
| 17. | Ad salutem                  |                                    | Hippói Szent Ágostonról                | 1930. április 30.    |                                                                         |
| 18. | Casti connubii              | „Tiszta házasság”                  | A keresztény házasságról               | 1930. december 31.   | (magyarul)                                                              |
| 19. | Quadragesimo anno           | „Negyven éve”                      | A társadalmi rend megújításáról        | 1931. május 15.      | (magyarul)                                                              |
| 20. | Non abbiamo bisogno         |                                    | Az olasz Katolikus Akcióról            | 1931. június 29.     |                                                                         |
| 21. | Nova impendet               |                                    | A gazdasági válságról                  | 1931. október 2.     | (magyarul) Archiválva 2016. március 5-i dátummal a Wayback Machine-ben  |
| 22. | Lux veritatis               |                                    | Az Epheszoszi zsinatról                | 1931. december 25.   |                                                                         |
| 23. | Caritate Christi compulsi   |                                    | A Szent Szívről                        | 1932. május 3.       |                                                                         |
| 24. | Acerba animi                |                                    | Az egyházüldözésről Mexikóban          | 1932. szeptember 29. |                                                                         |
| 25. | Dilectissima nobis          |                                    | Az egyházüldözésről Spanyolországban   | 1933. június 3.      |                                                                         |
| 26. | Ad catholici sacerdotii     | „A katolikus papságnak”            | A katolikus papságról                  | 1935. december 20.   | (magyarul)                                                              |
| 27. | Vigilanti cura              |                                    | A filmekről                            | 1936. június 29.     | (magyarul) Archiválva 2016. március 3-i dátummal a Wayback Machine-ben  |
| 28. | Mit brennender Sorge        | „Égető aggodalommal”               | Az Egyházról és a Német Birodalomról   | 1937. március 14.    | (magyarul) Archiválva 2021. március 3-i dátummal a Wayback Machine-ben  |
| 29. | Divini Redemptoris          |                                    | Az ateista kommunizmusról              | 1937. március 19.    | (magyarul) Archiválva 2021. március 13-i dátummal a Wayback Machine-ben |
| 30. | Nos es muy conocida         |                                    | A mexikói vallási viszonyokról         | 1937. március 28.    | (magyarul) Archiválva 2016. március 5-i dátummal a Wayback Machine-ben  |
| 31. | Ingravescentibus malis      | „Növekvő bajok”                    | A rózsafüzérről                        | 1937. szeptember 29. | (magyarul)                                                              |